# アルグス As 411

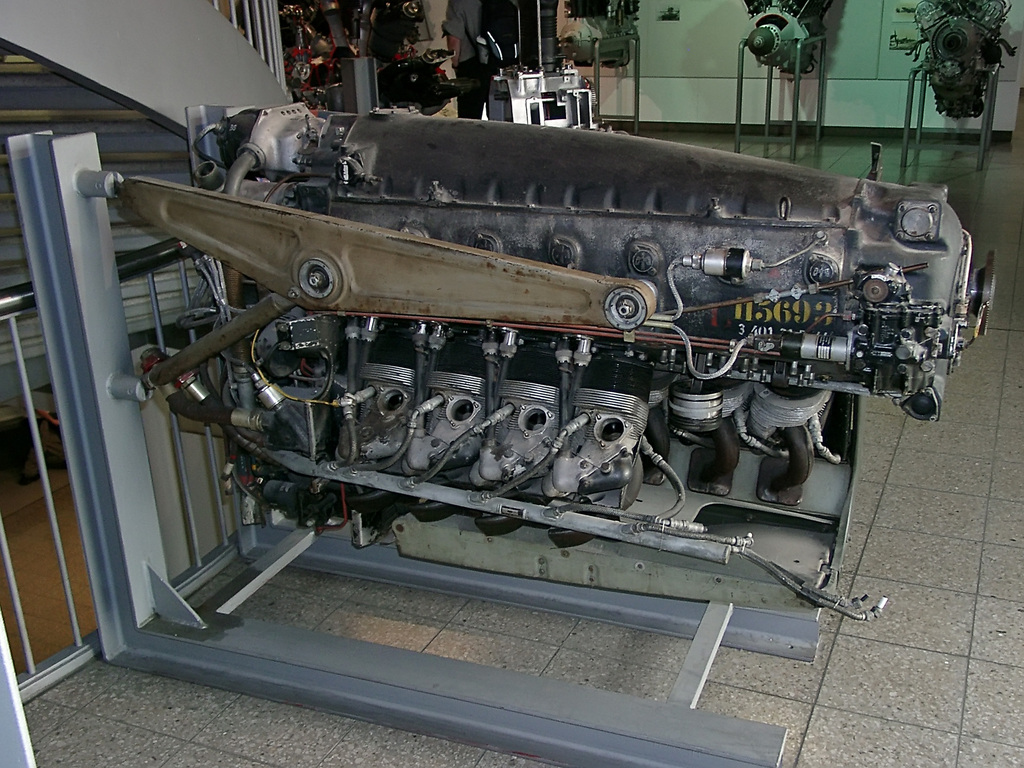
現存するアルグス As 411

アルグス As 411（Argus As 411）は、第二次世界大戦中にドイツで開発された航空機用の倒立V型12気筒の空冷エンジンである。

## 設計と開発
As 411はアルグス As 410を高出力化した改良型であった。多くのAs 411の生産は占領下パリのルノー社で行われ、これらのエンジンはジーベル Si 204と戦後のダッソー MD 315に使用された。このエンジンは600 PS (592 hp, 441 kW) at 3,300 rpmの出力を発生した。
第二次世界大戦後にルノー社は「ルノー 12S」の名称でこのエンジンの生産を続けた。

## 搭載機
- アラド Ar 96
- フォッケウルフ Fw 189
- ジーベル Si 204
- ダッソー MD 315 フラマン
- ピラタス P-2

## 要目
(As 411)
- タイプ：空冷 60度倒立V型エンジン 12気筒
- ボア×ストローク：105 mm × 115 mm
- 排気量：12 L
- 全長：
- 直径：
- 乾燥重量：375 kg
- 圧縮比：6.4 : 1
- 動弁機構：
- 燃料供給方式：
- 馬力：600 PS (592 hp, 441 kW) at 3,300 rpm
- 重量馬力比：0.8 kg/PS